# Folkeskoleforældre
Folkeskoleforældre er en forening, primært for forældre med børn i den danske folkeskole.

## Foreningens arbejde
Foreningen blev stiftet d. 4. august 2014 som et talerør for de forældre, der er modstandere af folkeskolereformen 2014 i almindelighed, og de længere skoledage, som reformen førte med sig, i særdeleshed.
Medlemskab af foreningen er gratis og foreningen havde pr. november 2015 over 1600 medlemmer. Formand for foreningen er Cecilia Lucia Fava.
Folkeskoleforældre har en række ønsker til forbedringer og forandringer af skolen, og navnlig ønsker foreningen, at forandringer (som f.eks. den omtalte skolereform) bør ske med udgangspunkt i evidens - altså et forskningsmæssigt funderet skolesystem med gode faglige og sociale forhold for børn. Foreningen gennemførte i 2015 en større undersøgelse, der blev udgivet under titlen: Foreningen Folkeskoleforældres skoleundersøgelse 2015 - om danske skoleelever.

## Fodnoter
1. ↑  Ifølge foreningens vedtægters §4 kan enhver myndig person i Danmark blive medlem af foreningen (såfremt de tilslutter sig foreningens formål og idégrundlag).[1]